# ورتهام
ورتهام (به انگلیسی: Wretham) یک روستا و محله مدنی در بریتانیا است که در منطقه برکلند واقع شده‌است. ورتهام ۳۲٫۲۵ کیلومتر مربع مساحت و ۳۷۴ نفر جمعیت دارد.